# To the Highest Bidder
To the Highest Bidder è un film muto del 1918 diretto da Tom Terriss e interpretato da Alice Joyce.
Tratto da To the Highest Bidder, un romanzo di Florence Morse Kingsley pubblicato a New York nel 1911, il film venne prodotto dalla Vitagraph Company of America. Distribuito dalla Greater Vitagraph, uscì nelle sale il 13 luglio 1918.

## Trama
Barbara Preston lavora duramente per mantenere sé stessa e Jimmy, il fratellino, ma si trova in gravi difficoltà per pagare la rata del mutuo a Stephen Jarvis, un tirchio che le offre, in cambio, di venire a fare la governante a casa sua. Barbara, dubitando delle intenzioni di Jarvis, rifiuta l'accordo che cancellerebbe il debito e, per trovare il denaro che le occorre, si mette in contatto con un banditore d'asta che ne organizza una per lei. Il suo vecchio fidanzato, David Whitcomb, offre una grossa cifra per averla lui come governante, ma la sua offerta viene superata da quella di uno sconosciuto che, in realtà, è un agente di Jarvis. Barbara viene lasciata da David che, nel frattempo, si è innamorato di una bella cameriera e lei scopre di essere stata comprata da Jarvis. Finisce che i due si innamorano e che Jarvis chieda in moglie Barbara.

## Produzione
Il film fu prodotto dalla Vitagraph Company of America.

## Distribuzione
Distribuito dalla Greater Vitagraph (V-L-S-E), il film - presentato da Albert E. Smith - uscì nelle sale cinematografiche statunitensi il 13 luglio 1918.